# Lucien Cuénot
Lucien Cuénot (ur. 21 października 1866 w Paryżu, zm. 1951 w Nancy) – francuski genetyk i zoolog. Potwierdził słuszność praw Gregora Mendla na materiale zwierzęcym. Odkrył geny letalne. Był profesorem uniwersytetu w Nancy i członkiem Francuskiej Akademii Nauk.